# Chaleins

Chaleins este o comună în departamentul Ain din estul Franței.